# 朱尼厄斯·斯宾塞·摩根
朱尼厄斯·斯宾塞·摩根一世（Junius Spencer Morgan I，1813年4月14日—1890年4月8日）是一位美国的银行家及金融家，J·P·摩根的父亲。他创立了J·S·摩根公司。

## 生平
摩根1813年4月14日出生在马萨诸塞州霍利奥克 。摩根这个姓氏可以追溯到威尔士卡马森 ，第一个知名的摩根家族的祖先是Hyfaidd AP Bleddri，威尔士的Bledri的三子。迈尔斯·摩根是美洲摩根家族的祖先，1636年自英格兰布里斯托尔移民到波士顿。
摩根的职业生涯开始于1829年，受雇于波士顿的阿尔弗雷德·威尔斯。他继承了他的父亲约瑟夫·摩根的财产，并表现出卓越的商业才能。他很快受邀成为J. M. Beebe & Co.公司的合伙人，这是波士顿最大的零售商店之一，也是全国最大的纺织品进口和加工公司之一。他大约在1836年至1853年间负责纺织品业务。
几年后，他遇到了著名的伦敦银行家乔治·皮博迪。见面后不久，1854年摩根作为合伙人进入了皮博迪生意兴隆的公司，乔治皮博迪＆有限公司。十年后的1864年，摩根接替皮博迪成为公司负责人，并将公司改名为J.S.摩根公司。美国内战期间，该公司在英国销售美国战争债券。在儿子J.P.摩根的协助下，朱尼厄斯利用电报系统发送战役结果，消息在英格兰为众人所知前，朱尼厄斯便能够低买高卖。
1836年，摩根娶朱丽叶·皮尔庞特（1816-1884）为妻。他捐钱给他的教会和哈特福三一学院。
由于在一场马车事故中受伤，他在1890年4月8日去世。去世时留下的财产估计约为一千万美元（相当于今天263370370美元）。

## 外部連結
维基共享资源上的相關多媒體資源：朱尼厄斯·斯宾塞·摩根